# جفعت عدا
نص غليظ
مستعمرة جفعت عدا تأسست على سفوح منطقة الروحة شمال شرق برديس حنا-كركور اليوم. تم إعلانه مجلساً محلياً في عام 1949. وفي عام 2003 تم دمجها مع بنيامينا الأصغر في مجلس محلي واحد موحد، يسمى بنيامينا-جفعت عدا. لسنوات عديدة، كانت جفعات آدا جزيرة معزولة للمستوطنة اليهودية في قلب المنطقة التي تسيطر عليها القرى العربية. عانت جفعات آدا بشكل كبير من الهجمات العربية خلال فترة الثورات، خاصة في العشرينيات والثلاثينيات.

## التاريخ
كان مترجمو القنصليات الأوروبية في فلسطين يلعبون أحيانا دور الوسيط في نقل وفراغ الأراضي إلى الرعايا الأجانب. وكان منهم "فؤاد أفندي سعد بن جبران سعد" المسيحي التاجر، وهو ترجمان قنصلية ألمانيا، فامتلك خمساً وأربعين قطعة أرض في قرية المراح العربية، منها ثلاث عشرة قطعة أرض مزروعة أشجاراً والباقي أراض سليخ معدة للزراعة الحقلية، تم تسجيلها في 17 ربيع الاول 1322هـ الموافق 1 يونيو 1904م. لما لبثت أن تم تسجيل بيعها بالكامل للألماني لاخمن بعوض قدره 25 ألف قرش في 19 ربيع الاول 1322هـ الموافق 3 يونيو 1904م.
وتفيد المصادر العبرية بأن جمعية الاستعمار اليهودي استملكت أراضي قرية المراح سنة 1903 وأسسوا شمالها مستعمرة “جفعت عدا” (وبنيت عليها أيضا سنة 1922 مستوطنة بنيامينا) من بعض الاقطاعيين. من أجل زيادة حصة الأراضي لمستوطني زخرون يعقوب. لكن بسبب بعد المسافة، لم يزرع مستوطنو زخرون يعقوب الأرض بمفردهم، بل أعطوها للمستأجرين العرب الذين كانوا يعيشون هناك. ولتغيير هذا الوضع، قايضت جمعية الاستعمار اليهودي مع مزارعي زخرون يعقوب. فأعطتهم أرضًا إضافية بالقرب من مستعمرتهم، مقابل الأرض في المراح، واستقرت في المراح ثماني عائلات يهودية عاشت فيها مع المستأجرين العرب. في عام 1920، كان في المستعمرة 10 بيوت حجرية، ويحيط بها سور حجري يغطي مساحة 6500 دونم. في انتفاضة موسم النبي موسى هجم عرب المنطقة على المستعمرة، وقتلوا شخصاً وأصيب مستوطنان آخران بجروح خطيرة وغنموا ممتلكات المستعمرة. في عام 1921، عاشت في مراح 7 عائلات يهودية و20 عائلة عربية. وكانت بعض أراضي القرية مملوكة للعائلات التي تسكنها، وكانت أراضي أخرى مملوكة لمزارعي زخرون يعقوب، الذين وصلوا فقط خلال موسم غورين، وقاموا خلال بقية العام بأعمال في أراضيهم بمساعدة العمال العرب. ولما اندلعت الاشتباكات في الخضيرة، هرب يهود مراح إلى زخرون يعقوب. وبعد أسبوعين، عادوا إلى المستوطنة، لكنهم فروا مرة أخرى بعد شائعة مفادها أن العرب يعتزمون مهاجمة المستوطنة. وعادوا مرة أخرى بعد عشرة أيام وطلبوا من موظفي جمعية الاستعمار اليهودي تهويد العمل في المستوطنة، حيث كان في ذلك الوقت ثلاثة عامل يهوديًا و25 عربيًا في المراح.
في عام 1923، انضمت عدة عائلات جديدة إلى المستعمرة وبدأت في بناء منازل خارج السور. في عام 1924، كانت هناك 13 عائلة في المستوطنة تضم 31 طفلاً، بالإضافة إلى مجموعة مكونة من 11 طالبًا من ميكفا إسرائيل. وفي نفس العام، تم تغيير اسم المستوطنة إلى جفعت عدا، نسبة إلى أديلهيد روتشيلد (آدا)، زوجة البارون بنيامين إدموند روتشيلد. في تلك الفترة تمركز عشرات العمال اليهود في جفعت عدا، الذين حلوا محل العمال العرب. وفي عام 1927، أُعلن أن إدارة جمعية الاستعمار اليهودية الفلسطينية تعتزم بناء كنيس يهودي في الموقع. تم افتتاح الكنيس في 31 يوليو 1928. وفي نهاية عام 1928، كان عدد سكان جفعت آدا 127 نسمة. في اضطرابات يافا سنة 1955 تم إجلاء النساء والأطفال إلى زخرون يعقوب وظل الرجال تحسبًا لهجوم لم يحدث. وفي نهاية عام 1929، بدأ بناء الطريق بين بنيامينا وجفعات آدا.
وكان عدد سكانها عام 1931: 210 نسمات بينهم 57 عربياً فأصبح عام 1938: 230 نسمة بينهم 74 عربياً. ولم يأت عام 1945 حتى خلت المراح من سكانها العرب. وأما سكان المستعمرة الصهيونيون فقد ارتفع عددهم عام 1970 إلى 1,290 نسمة.